# Тицано (Терамо)
Тицано (итал. Tizzano) је насеље у Италији у округу Терамо, региону Абруцо.
Према процени из 2011. у насељу је живело 11 становника. Насеље се налази на надморској висини од 486 м.